# 蕭泰然
蕭 泰然（シャオ・タイラン／しょう たいぜん、Hsiao Tyzen, 1938年1月1日 - 2015年2月24日）は、台湾の作曲家。
高雄県鳳山市出身。祖父は長老派教会の宣教師で、父は日本で学んだ歯科医師で長老。母は日本でピアノを学んだ経験があったので、彼は幼いころから西洋音楽に親しんだ。父は歯科医師の道を進むことを望んだが、彼の才能を惜しんだ中学校長の説得で音楽の道を進むことになった。
1959年、台湾省立師範大学（現在の国立台湾師範大学）に入学し、ピアノを専攻するとともに、許常恵から作曲を学んだ。1963年に卒業後、高雄中学の音楽教師となった。
1965年、武蔵野音楽大学に留学し、中根伸也にピアノを学ぶとともに、藤本秀夫から個人的に作曲を学んだ。1967年に帰国後、高雄文藻女子外語専校、高雄女師専（現在の国立高雄師範大学）、台南家専、台南神学院などで講師を務めた。一方、1967年には合唱曲集を出版し、1971年には父のテキストを基にオラトリオ『イエス・キリスト』を作曲した。
1977年、妻が事業に失敗したため台湾を離れ、アメリカ合衆国のアトランタの妹のもとに身を寄せた。アトランタでは工芸品店を経営して生活していたが、この時期に多くの歌曲の作曲を行った。しかし1980年に作曲した『出頭天進行曲』が戒厳令下の国民党政府に問題視され、1995年まで彼はブラックリストに掲載された。
1986年、カリフォルニア州立大学ロサンゼルス校の修士課程に入学し、1987年に修了した。1988年から1990年にかけてヴァイオリン協奏曲、チェロ協奏曲、ピアノ協奏曲を作曲した。1993年から二・二八事件を題材に取った序曲『1947』の作曲に取り掛かり、翌年に完成した。
1995年、台湾に戻った。帰台後の作品には『台湾魂』『傷痕の歌』『玉山頌』『おお、フォルモサ～殉難者のための鎮魂曲』などがある。
作品は「台湾民謡の精神を主体にして、古典派音楽・ロマン派音楽・印象主義音楽・現代音楽を取り入れ、新しい台湾の音楽を作る」という思想に基づいている。

## 文献
- 林衡哲 編著，《深情的浪漫：蕭泰然音樂世界選輯》，1999年，台灣‧望春風出版社
- 蔡明雲 著，《世界級的台灣音樂家：蕭泰然》，2006年，台灣‧玉山社
- 林蘭芳，〈蕭泰然鋼琴音樂探討－以Ｃ小調鋼琴協奏曲為例〉，國立中山大學碩士論文，2003年1月
- 蕭泰然的音樂世界－台灣人應更珍視島國之聲 2003年2月10日‧新台灣新聞週刊
- 蕭泰然日本音樂會 震撼人心 2004年8月28日‧民視新聞
- 聽見台灣的聲音演奏會 蕭泰然返台談音樂 2008年4月10日‧中央社
- 蕭泰然獲行政院文化獎 感念美國老太太提醒 2009年1月6日‧中央社
- 行政院文化獎公布 唯蕭泰然獲獎 2009年1月7日‧自由時報
- 創作台灣音樂有成 蕭泰然獲文化獎 2009年1月7日‧人間福報
- 行政院文化獎得主－蕭泰然：活著就會繼續為音樂努力 2009年1月8日‧自由時報